# 中华菊头蝠
中華菊头蝠（学名：Rhinolophus sinicus）是翼手目菊頭蝠科的一種蝙蝠，分布于中国南方、印度、尼泊尔、越南等地，过去一度被視为鲁氏菊头蝠的华东亚种（Rhinolophus rouxii sinicus）。近年来在染色体、形态方面研究，表明其与鲁氏菊头蝠有很大的差异，因而被提升为一独立种。
其种加词“Sinicus”意为“中华的”。

## 外型
中華菊头蝠的前肢長4.3至5.6公分，耳長1.5至2公分，尾長2.1至3公分，為體型中等的菊頭蝠，背側的毛有兩色，基部為棕色至白色，頂端1/3則為紅棕色；腹側的毛色較背側淡。本種與鲁氏菊头蝠外型相似但翅膀較其稍長，與托氏菊頭蝠形似但體型稍大。

## 生態
中華菊头蝠為社會性動物，一般棲息於洞窟中，其群體可能由數隻至數百隻蝙蝠組成，繁殖季時懷孕、哺乳中的雌蝠會組成生殖群集。中国洞蛭属的山蛭在洞窟中吸取中華菊头蝠等數種蝙蝠的血為食。

## 冠状病毒宿主
2005年香港大学的研究人员就在中华菊头蝠身上发现與SARS-CoV相似的病毒株（SARSr-CoV）HKU3，2013年又有WIV1和SHC014兩個SARSr-CoV病毒株在中華菊頭蝠樣本中發現，香港大学医学院传染病学教授袁国勇称，SARS病毒的天然宿主为中华菊头蝠，而果子狸只是SARS病毒（果子狸SARS冠狀病毒）的中間宿主。2015年美國北卡羅來納州大學的拉爾夫·S·巴里克與武漢病毒研究所的石正麗實驗室合作，以重組病毒實驗發現SHC014病毒有感染人類的潛力，研究人員指新病毒致病性高，不過是否會像SARS般人傳人仍需更多研究闡明。2016年，石正麗實驗室在雲南的中華菊頭蝠中發現另一SARSr-CoV病毒株WIV16，全基因組序列與SARS-CoV的相似度為96%。
2018年4月，石正麗實驗室發表了提出感染豬隻的新型冠狀病毒猪急性腹泻综合征冠状病毒（SADS-CoV），可能源自感染中華菊頭蝠的菊頭蝠冠狀病毒HKU2。